# Алтын-Депе
Алтын-Депе (туркм. Altyn depe) — городище бронзового века (2300—1900 годы до н. э.), обнаруженное на юге Туркменистана. Название в переводе с туркменского языка означает «золотой холм». Город возник на основе местной земледельческой общины. Он был обнесён крепостной стеной из кирпича-сырца. В центре поселения находился храм-зиккурат шумерского вида с изображением головы быка. Артефакты (изделия из слоновой кости, печати, фаянсовые бусы) свидетельствуют о тесных связях поселенцев с носителями Хараппской цивилизации. Глиняные статуэтки свидетельствуют о существовании колёсного транспорта. При раскопках Алтын-Депе обнаружены знаки, напоминающие протоэламскую и протошумерскую пиктографию, а также  хараппскую письменность. Культура поселения приходила в упадок без следов внешнего воздействия.
В III тысячелетии до н. э. в двух центрах раннегородской цивилизации на юге Средней Азии — Алтын-Депе и Намазга-Тепе — проживало от 5000 до 10 000 человек.
Первым археологически исследовал поселение В. М. Массон.

## Хозяйство
Жители поселения занимались поливным земледелием и скотоводством (в т.ч. и верблюдоводством). Сохраняла своё значение охота. Высокого мастерства достигало ремесло.

## Внешний облик носителей
Антропологически жители Алтын-Депе были европеоидами средиземноморской расы, к которой также относятся и современные туркмены.

## Языковая принадлежность
Высказываются предположения о принадлежности создателей культуры к протодравидским языкам.